# Matalom
Matalom ist eine philippinische Stadtgemeinde in der Provinz Leyte auf der Insel Leyte. Sie hat 33.121 Einwohner (Zensus 1. August 2015), die in 30 Barangays leben. Die Gemeinde wird als teilweise urban beschrieben und gehört zur dritten Einkommensklasse der Gemeinden auf den Philippinen. Ihre Nachbargemeinden sind Bato im Norden und Maasin City im Süden. Im Westen grenzt die Gemeinde an die Camotes-See. 

## Baranggays
| - Agbanga - Altavista - Cahagnaan - Calumpang - Caningag - Caridad Norte - Caridad Sur - Elevado - Esperanza - Hitoog - Itum - Lowan - Monte Alegre - Punong - San Isidro (Pob.) | - San Pedro (Pob.) - San Roque (Pob.) - Santo Niño (Pob.) - Sta. Fe (Tab-Ang) - San Juan - San Salvador - San Vicente - Santa Paz - Tag-os - Templanza - Tigbao - Waterloo - Zaragoza - Bagong Lipunan - Taglibas Imelda |